# Manghe (köping i Kina)
Manghe (kinesiska: 蟒河, 蟒河镇) är en köping i Kina. Den ligger i provinsen Shanxi, i den norra delen av landet, omkring 280 kilometer söder om provinshuvudstaden Taiyuan. Antalet invånare är 19 646. Befolkningen består av 9 707 kvinnor och 9 939 män. Barn under 15 år utgör 15,0 %, vuxna 15-64 år 76 %, och äldre över 65 år 7,0 %.
Genomsnittlig årsnederbörd är 735 millimeter. Den regnigaste månaden är juli, med i genomsnitt 234 mm nederbörd, och den torraste är december, med 3 mm nederbörd.